# Erich Ohser
Erich Ohser (Untergettengrün, 18 de marzo de 1903 - Berlín, 6 de abril de 1944) fue un caricaturista y dibujante de cómics alemán. Firmó sus trabajos principalmente bajo el seudónimo E. O. Plauen, iniciales de su nombre, apellido y primera letra de la localidad alemana Plauen en cuya academia de arte estudió. Su fama se debe en especial a sus tiras Vater und Sohn (Padre e hijo).

## Biografía
Finalizados sus estudios, trabajó como ilustrador de libros y como caricaturista. Sus caricaturas de Hitler y Goebbels le acarrearon inmediatamente el odio de los nazis. Viajó a París, Moscú y Leningrado. Tras su visita a estas dos últimas ciudades comenzó su público rechazo del comunismo.
Casado en 1930 con Marigard Banter, tuvieron a su hijo Christian.
Con la subida al poder de los nazis terminó su carrera de dibujante político. No fue aceptado en la cámara oficial de prensa, lo que supuso en la práctica que ya no pudo desempeñar su oficio. Fue su mujer la que tuvo que hacerse cargo de mantener económicamente la familia.
Pero en 1934 fue contratado por el periódico Berliner Illustrirten Zeitung (sic) para realizar una tira al modo de las tiras de Micky Mouse, quedando obligado a firmar sus trabajos con el seudónimo e.o.plauen. Fue así como se le ocurrió realizar sus tiras tomando como base a un padre y a un hijo que tan pronto se entienden como no, que se enfrentan a los problemas diarios, que aprenden a convivir con sus semejantes, que enseñan a otros padres e hijos a entenderse, conservando pero siempre cada uno de ellos su papel de padre o de hijo.
Durante tres años se publicó semanalmente su tira en este periódico de gran tirada.
Sus tiras fueron luego publicadas como libros, obteniendo mucho éxito.
Pero su antinazismo expresado entre amigos acabó llegando a oídos de la Gestapo, siendo encarcelado el 28 de marzo de 1944. El juicio fue fijado para el 6 de abril pero, sometido muy probablemente a tortura, acabó quitándose la vida poco antes.
Tras su muerte, finalizada la Segunda Guerra Mundial, sus tiras han sido publicadas como libros en numerosos países con gran aceptación. Esto es debido principalmente a que sus tiras están prácticamente exentas de texto, los dibujos explican el tema tratado con un arte difícil de igualar.